# Lista de episódios de Transformers: Rescue Bots
Essa é uma lista de episódios da série de desenho animado estado-unidense Transformers: Rescue Bots. A série é baseada pela franquia Transformers da Hasbro e, principalmente, uma das subdivisões de Transformers em Transformers: Rescue Bots.
A série possui um total de 104 episódios, em 4 temporadas estreados em 2012 até 2016.

## Resumo
| Temporada | Temporada | Episódios | Exibição original       | Exibição original     | Exibição brasileira          | Exibição brasileira          |
| Temporada | Temporada | Episódios | Primeira exibição       | Última exibição       | Primeira exibição            | Última exibição              |
| --------- | --------- | --------- | ----------------------- | --------------------- | ---------------------------- | ---------------------------- |
|           | 1         | 26        | 18 de fevereiro de 2012 | 18 de agosto de 2012  | 4 de março de 2013           | 6 de janeiro de 2014         |
|           | 2         | 24        | 1 de março de 2014      | 2 de agosto de 2014   | 1 de abril de 2015 (Netflix) | 1 de abril de 2015 (Netflix) |
|           | 3         | 28        | 1 de novembro de 2014   | 13 de junho de 2015   | 1 de junho de 2016 (Netflix) | 1 de junho de 2016 (Netflix) |
|           | 4         | 26        | 23 de abril de 2016     | 22 de outubro de 2016 | SEM PREVISÃO                 | SEM PREVISÃO                 |

## Episódios

### Temporada 1 (2012)
| # | #   | Título                                                                      | Dirigido por                    | Escrito por                 | Exibição original                          | Código de produção | Audiência (em milhões) |
| --- | --- | --------------------------------------------------------------------------- | ------------------------------- | --------------------------- | ------------------------------------------ | ------------------ | ---------------------- |
| 1 | 1   | "Família de Heróis" "Family of Heroes"                                      | Patrick Archibald & Nathan Chew | Nicole Dubuc                | 18 de fevereiro de 2012 4 de março de 2013 | 101                | 0.26                   |
| Bots de Resgate tentam proteger ilha de Griffin Rock com um humano local para ajudá-los na sua adaptação. |     |                                                                             |                                 |                             |                                            |                    |                        |
| 2 | 2   | "Sob Pressão" "Under Pressure"                                              | Nathan Chew                     | Nicole Dubuc                | 18 de fevereiro de 2012 5 de março de 2013 | 102                | 0.32                   |
| 3 | 3   | "Zonas Críticas" "Hotshots"                                                 | Patrick Archibald               | Nicole Dubuc                | 25 de fevereiro de 2012 6 de março de 2013 | 103                | ASA                    |
| 4 | 4   | "Aerolagostas na Parada" "Flobsters on Parade"                              | Nathan Chew                     | Brian Hohlfeld              | 3 de março de 2012 7 de março de 2013      | 104                | ASA                    |
| 5 | 5   | "A Invasão Alienígena de Griffin Rock" "The Alien Invasion of Griffin Rock" | Patrick Archibald               | Greg Johnson                | 10 de março de 2012 8 de março de 2013     | 105                | ASA                    |
| 6 | 6   | "Cody na Patrulha" "Cody on Patrol"                                         | Patrick Archibald               | Bob Forward                 | 17 de março de 2012 12 de março de 2013    | 106                | ASA                    |
| 7 | 7   | "Quatro Robôs e um Bebê" "Four Bots and a Baby"                             | Nathan Chew                     | Dean Stefan                 | 14 de abril de 2012 19 de março de 2013    | 107                | ASA                    |
| 8 | 8   | "Um Passeio pelo Lado Selvagem" "Walk on the Wild Side"                     | Nathan Chew                     | Nicole Dubuc                | 21 de abril de 2012 14 de março de 2013    | 108                | ASA                    |
| 9 | 9   | "Natal em Julho" "Christmas in July"                                        | Patrick Archibald               | Brian Hohlfeld              | 28 de abril de 2012 21 de março de 2013    | 109                | ASA                    |
| 10 | 10  | "Problema nas Profundezas" "Deep Trouble"                                   | Nathan Chew                     | Christopher J. Gentile      | 5 de maio de 2012 26 de março de 2013      | 110                | ASA                    |
| 11 | 11  | "O Retorno do Robô Dinossauro" "Return of the Dinobot"                      | Patrick Archibald               | Luke McMullen               | 12 de maio de 2012 28 de março de 2013     | 111                | ASA                    |
| 12 | 12  | "Doutor Morocco (parte 1)" "The Other Doctor"                               | Nathan Chew                     | Ken Pontac & Warren Graff   | 19 de maio de 2012 2 de abril de 2013      | 112                | ASA                    |
| 13 | 13  | "Doutor Morocco (parte 2)" "The Reign of Morocco"                           | Patrick Archibald               | Greg Johnson                | 19 de maio de 2012 4 de abril de 2013      | 113                | ASA                    |
| 14 | 14  | "Pequenas Bençãos" "Small Blessings"                                        | Nathan Chew                     | Ed Valentine                | 9 de junho de 2012 9 de abril de 2013      | 114                | ASA                    |
| 15 | 15  | "O Triângulo de Griffin Rock" "The Griffin Rock Triangle"                   | Patrick Archibald               | Mairghread Scott            | 16 de junho de 2012 11 de abril de 2013    | 115                | ASA                    |
| 16 | 16  | "Regras e Regulações" "Rules And Regulations"                               | Nathan Chew                     | Dean Stefan                 | 23 de junho de 2012 5 de maio de 2013      | 116                | ASA                    |
| 17 | 17  | "A Campanha Perdida" "The Lost Bell"                                        | Patrick Archibald               | Greg Johnson                | 30 de junho de 2012 6 de maio de 2013      | 117                | ASA                    |
| 18 | 18  | "Bumblebee ao Resgate" "Bumblebee to the Rescue"                            | Nathan Chew                     | Brian Hohlfeld              | 7 de julho de 2012 7 de maio de 2013       | 118                | ASA                    |
| 19 | 19  | "Você foi Esmagado" "You've Been Squilshed"                                 | Patrick Archibald               | Thomas Pugsley & Greg Klein | 14 de julho de 2012 8 de maio de 2013      | 119                | ASA                    |
| 20 | 120 | "Contagem Regressiva" "Countdown"                                           | Nathan Chew                     | Catherine Clinch            | 21 de julho de 2012 9 de maio de 2013      | 120                | ASA                    |
| 21 | 21  | "O Covil de Griffin Rock" "The Haunting of Griffin Rock"                    | Patrick Archibald               | Steve Aranguren             | 28 de julho de 2012 2 de janeiro de 2014   | 121                | ASA                    |
| 22 | 22  | "Mentirinhas" "Little White Lies"                                           | Nathan Chew                     | Brian Hohlfeld              | 4 de agosto de 2012 3 de janeiro de 2014   | 122                | ASA                    |